# 28-я пехотная дивизия (Российская империя)
28-я пехотная дивизия — пехотное соединение в составе российской императорской армии
Штаб дивизии: Ковна. Входила в 20-й армейский корпус.

## История дивизии
Сформирована Высочайшим приказом 13 августа 1863 года в числе 12 пехотных дивизий (с 23-й по 34-ю) (на формирование которых были обращены полки упразднённых 1-й, 2-й, 3-й и 5-й резервных пехотных дивизий) и передана в состав Виленского военного округа с исключением из подчинения начальнику резервов армейской пехоты. Управление дивизии было сформировано заново.

### Формирование
- 1863—1918 — 28-я пехотная дивизия

### Боевые действия
6-го числа у Каушена конный корпус Хана Нахичеванского ввязался в бой с бригадой прусского ландвера, не сумев её уничтожить и повторить Фер Шампенуаз (как раз теми же полками)... После этого бесполезного и бездарного боя Хан отвел свою конницу в глубокий тыл, не позаботившись предупредить о том пехоту и штаб армии. Последствием этого поистине преступного отхода было обнажение правого фланга 1-й армии, в частности выдвинувшейся вперед 28-й пехотной дивизии... И 7 августа разыгралось сражение под Гумбинненом. Наш правый фланг, застигнутый врасплох, был смят и отброшен... Весь удар 1-го корпуса приняла 28-я пехотная дивизия, понесшая огромные потери (104 офицера, 6945 нижних чинов, 8 орудий и 23 пулемета).— А. Керсновский. История русской армии

30 октября 2-й батальон Эриванского полка вошёл в город Гольдап. До гренадер город занимали части 28-й пехотной дивизии. Картины увиденные Эриванцами были потрясающи, все разгромлено, дома явно подвергались грабежу: «на местном пивном заводе пьянствуют солдаты всех частей»— Лейб-эриванцы в Великой войне. Год 1914

## Состав дивизии
- 1-я бригада (Ковна)
  - 109-й пехотный Волжский полк
  - 110-й пехотный Камский генерал-адъютанта графа Толя 1-го полк
- 2-я бригада (Ковна)
  - 111-й пехотный Донской полк
  - 112-й пехотный Уральский полк
- 28-я артиллерийская бригада (1903: Ковна; 1913: Шанцы)

## Командование дивизии
(Командующий в дореволюционной терминологии означал временно исполняющего обязанности начальника или командира. Должности начальника дивизии соответствовал чин генерал-лейтенанта, и при назначении на эту должность генерал-майоров они оставались командующими до момента своего производства в генерал-лейтенанты).

### Начальники дивизии
- 15.08.1863 — 31.10.1863 — генерал-майор (с 30.08.1863 генерал-лейтенант) Ганецкий, Николай Степанович
- 31.10.1863 — 13.08.1864 — генерал-лейтенант Соболевский, Пётр Львович
- 13.08.1864 — 16.04.1872 — генерал-лейтенант Бруннер, Андрей Осипович
- 16.04.1872 — хх.хх.1872 — командующий генерал-майор Лебедев, Пётр Семёнович
- хх.06.1872 — 19.02.1877 — генерал-лейтенант Зотов, Павел Дмитриевич
- 22.02.1877 — хх.11.1878[2] — генерал-майор Свиты Е. И. В. (с 01.01.1878 генерал-лейтенант) Брант, Пётр Фёдорович
- 19.11.1878 — 01.01.1880 — командующий генерал-майор Энгман, Карл Лаврентьевич
- 01.01.1880 — хх.01.1889 — генерал-майор (с 30.08.1880 генерал-лейтенант) Квитницкий, Виктор Ксенофонтович
- 08.01.1889 — 17.02.1896 — генерал-лейтенант Немира, Оттон Иосифович
- 20.02.1896 — 10.01.1898 — генерал-майор (с 14.05.1896 генерал-лейтенант) Максимов, Иван Иванович
- 10.01.1898 — 08.01.1902 — генерал-майор (с 05.04.1898 генерал-лейтенант) Кислинский, Орест Михайлович
- 30.01.1902 — 25.11.1906 — генерал-майор (с 14.04.1902 генерал-лейтенант) Каменецкий, Дмитрий Алексеевич
- 25.11.1906 — 15.06.1910 — генерал-майор (с 31.05.1907 генерал-лейтенант) Папенгут, Павел Оскарович
- 02.07.1910 — 23.04.1913 — генерал-лейтенант Потоцкий, Пётр Платонович
- 23.04.1913 — 31.03.1915 — генерал-лейтенант Лашкевич, Николай Алексеевич
- 03.04.1915 — 18.04.1917 — генерал-майор (с 08.05.1915 генерал-лейтенант) барон Бринкен, Леопольд Фридрихович
- 18.04.1917 — 25.08.1917 — командующий генерал-майор Энвальд, Евгений Васильевич
- 30.09.1917 — хх.хх.хххх — командующий генерал-майор Войцеховский, Михаил Карлович

### Начальники штаба дивизии
- 30.08.1863 — хх.хх.1867 — подполковник (с 06.07.1864 полковник) Давыдов, Вадим Денисович
- хх.хх.1867 — 01.11.1873 — подполковник (с 30.08.1868 полковник) Парфёнов, Александр Демидович
- 01.11.1873 — 14.02.1875 — полковник Дворжицкий, Иван Иванович
- 15.02.1875 — хх.хх.1878 — полковник Минут, Николай Викторович
- 23.03.1878 — 24.04.1882 — полковник Баженов, Пётр Николаевич
- хх.хх.1882 — 27.10.1883 — полковник Сумерков, Владимир Артемьевич
- 05.11.1883 — 31.03.1886 — полковник Арцишевский, Иван Игнатьевич
- 31.03.1886 — 03.03.1890 — полковник Бахмутов, Антон Константинович
- 10.03.1890 — 16.12.1896 — полковник Хайновский, Силуан Георгиевич
- 02.01.1897 — 05.03.1901 — полковник барон Икскуль фон Гильденбандт, Александр Георгиевич
- 24.03.1901 — 20.05.1904 — полковник Бенескул, Владимир Онуфриевич
- 14.08.1904 — 02.02.1905 — полковник Михайлов, Иван Александрович
- 07.04.1905 — 23.10.1905 — подполковник Тумской, Александр Александрович
- 04.11.1905 — 10.05.1906 — подполковник (с 06.12.1905 полковник) Вахрушев, Михаил Николаевич
- 10.05.1906 — 22.02.1907 — полковник Усов, Адриан Владимирович
- 22.02.1907 — 30.09.1907 — полковник Богаевский, Феликс Павлович
- 30.09.1907 — 06.07.1910 — полковник Посохов, Андрей Андреевич
- 05.08.1910 — 30.01.1914 — полковник Краевич, Николай Николаевич
- 22.03.1914 — 14.01.1915 — полковник Цыгальский, Михаил Викторович
- 20.02.1915 — 24.02.1916 — и. д. полковник Пивоваров, Анатолий Петрович
- 05.03.1916 — 13.04.1916 — генерал-майор Думброва, Лев Трофимович
- 13.04.1916 — 18.05.1917 — полковник (с 06.12.1916 генерал-майор) Федоренко, Василий Тимофеевич
- 26.05.1917 — хх.хх.1917 — подполковник Лисовой, Яков Маркович
- 25.11.1917 — хх.хх.хххх — и.д. полковник Жолынский, Иосиф Иосифович

### Командиры 1-й бригады
Должности бригадных командиров в пехотных и кавалерийских дивизиях на момент формирования 28-й пехотной дивизии в 1863 г. были упразднены. Они были восстановлены 30.08.1873.
После начала Первой мировой войны в дивизии была оставлена должность только одного бригадного командира, именовавшегося командиром бригады 28-й пехотной дивизии. 
- 30.08.1873 — 15.09.1873 — генерал-майор Мясковский, Август Иванович
- 15.09.1873 — хх.хх.1878 — генерал-майор барон Фитингоф, Николай Адамович
- 17.03.1878 — 17.11.1885 — генерал-майор Бурмейстер, Фёдор Адольфович
- 02.12.1885 — 19.03.1894 — генерал-майор князь Шахмаметьев, Фёдор Степанович
- 28.03.1894 — 12.10.1895 — генерал-майор князь Аргутинский-Долгоруков, Давид Луарсабович
- 25.10.1895 — 04.12.1895 — генерал-майор Акинфиев, Константин Михайлович
- 04.12.1895 — 06.11.1897 — генерал-майор Чайковский, Андрей Петрович
- 27.11.1897 — 12.07.1900 — генерал-майор Богаевский, Иван Венедиктович
- 03.08.1900 — 07.08.1906— генерал-майор Ярцев, Владимир Дмитриевич
- 07.08.1906 — 31.12.1908 — генерал-майор Морозов, Степан Степанович
- 08.01.1909 — 26.04.1914 — генерал-майор Юркевич, Пётр Семёнович
- 13.05.1914 — 07.07.1914 — генерал-майор Яновский, Николай Кириллович
- 07.07.1914 — 29.07.1914 — генерал-майор Туров, Пётр Николаевич
- 10.09.1914 — 28.03.1915 — генерал-майор Ерогин, Михаил Григорьевич (временно прикомандирован, будучи командиром бригады 30-й пех. дивизии)

### Командиры 2-й бригады
- 30.08.1873 — 18.03.1887 — генерал-майор Верёвкин, Фёдор Николаевич
- 20.03.1887 — 25.11.1891 — генерал-майор Повало-Швейковский, Александр Николаевич
- 26.11.1891 — 11.01.1900 — генерал-майор Радзишевский, Иван Иванович
- 15.02.1900 — 12.04.1906 — генерал-майор Фрезер, Иван Николаевич
- 12.04.1906 — 13.06.1907 — генерал-майор Койшевский, Николай-Константин Селиверстович
- 30.06.1907 — 08.01.1909 — генерал-майор Юркевич, Пётр Семёнович
- 24.03.1909 — 22.05.1910 — генерал-майор Рудницкий, Эдмунд-Болеслав Иванович
- 22.05.1910 — 10.08.1910 — генерал-майор Пригоровский, Алексей Алексеевич
- 10.08.1910 — 17.02.1913 — генерал-майор Де-Витт, Владимир Владимирович
- 18.03.1913 — 26.04.1916 — генерал-майор Российский, Евгений Александрович
- 20.06.1916 — 12.05.1917 — генерал-майор Станковский, Степан Карлович
- 12.05.1917 — 25.09.1917 — полковник (с 24.07.1917 генерал-майор) Кузнецов, Михаил Николаевич
- 13.10.1917 — хх.хх.хххх — генерал-майор Седергольм, Дмитрий Карлович

### Помощники начальника дивизии
Помощники начальника дивизии фактически являлись бригадными командирами; 30 августа 1873 года должность упразднена.
- 24.09.1863 — 14.12.1863 — генерал-майор Амантов, Афанасий Мартынович
- 14.12.1863 — 08.03.1864 — генерал-майор Пузанов, Николай Николаевич
- 08.03.1864 — хх.хх.1867— генерал-майор Амантов, Афанасий Мартынович
- хх.хх.1867 — 30.08.1873[3] — генерал-майор Мясковский, Август Иванович

### Командиры 28-й артиллерийской бригады
Бригада сформирована 3 ноября 1863 года путем переформирования 3-й Сводной резервной артиллерийской бригады.
До 1875 г. должности командира артиллерийской бригады соответствовал чин полковника, а с 17 августа 1875 г. - чин генерал-майора.
- 02.12.1863[6] — 29.08.1873[7] — полковник (с 16.04.1867 генерал-майор) Лемтюжников, Пётр Петрович
- 16.10.1873 — 29.03.1878 — полковник (с 30.08.1874 генерал-майор) Графф, Николай Гендриевич
- 29.03.1878 — 14.07.1879 — полковник Канищев, Сергей Степанович
- 14.07.1879 — 05.09.1885 — полковник (с 30.08.1882 генерал-майор) Волоцкой, Павел Львович
- 05.09.1885 — 11.07.1888 — генерал-майор Допельмайер, Григорий Гаврилович
- 24.08.1888 — 30.04.1894[8] — генерал-майор Рейнгардт, Александр Львович
- 19.05.1894 — 23.12.1898 — генерал-майор Бедо, Павел Иванович
- 23.12.1898 — 22.06.1902 — генерал-майор Петраков, Александр Николаевич
- 22.06.1902 — 28.03.1903 — генерал-майор Фаленберг, Фёдор Петрович
- 28.03.1903 — 27.09.1906 — полковник (с 06.12.1903 генерал-майор) Путинцев, Виктор Дмитриевич
- 27.09.1906 — 03.10.1908 — генерал-майор Сергеев, Александр Васильевич
- 22.10.1908 — 27.08.1913 — генерал-майор Челюсткин, Николай Михайлович
- 30.08.1913 — 09.08.1914 — генерал-майор Маллио, Вильгельм Фридрихович
- 07.08.1914 — 22.01.1917 — полковник (с 30.08.1914 генерал-майор) Насекин, Владимир Евгеньевич
- 23.01.1917 — 28.04.1917 — генерал-майор Давыдов, Григорий Алексеевич
- 28.04.1917 — хх.хх.хххх — командующий полковник Ржевуцкий, Степан Андреевич